# Gonyleptoides acanthoscelis
Gonyleptoides acanthoscelis is een hooiwagen uit de familie Gonyleptidae.